# Водыньская, Данута
Дану́та Водыньская (пол. Danuta Wodyńska; 31 мая 1922 — 7 апреля 2001) — польская актриса театра, кино, радио, телевидения и кабаре. 

## Биография
Данута Водыньская родилась во Львове. Актёрское образование получила в конспиративном институте театрального искусства в Варшаве, который окончила в 1943 году. Дебютировала в кино в 1954 году. Актриса театров в Ченстохове и Варшаве. Выступала в спектаклях «театра телевидения» в 1957—1994 годах, играла разные роли в «Кабаре джентльменов в возрасте» и в радиоспектаклях «Польского радио». Умерла в Варшаве.

## Избранная фильмография
- 1954 — Поколение / Pokolenie — Франусёва
- 1960 — Косоглазое счастье / Zezowate szczęście — Юльця
- 1961 — Сегодня ночью погибнет город / Dziś w nocy umrze miasto — Кирсте
- 1962 — Гангстеры и филантропы / Gangsterzy i filantropi — домработница судьи
- 1963 — Кодовое название «Нектар» / Kryptonim Nektar — продавщица
- 1964 — Приданое / Wiano — Кобузова, мать Ульки
- 1965—1966 — Домашняя война / Wojna domowa — Ядзя, продавщица (в 4-й серии) / крестьянка в поезде (в 14-й серии)
- 1966 — Лекарство от любви / Lekarstwo na miłość — кассирша в банке
- 1968 — Графиня Коссель / Hrabina Cosel — Белинская
- 1970 — Польский альбом / Album polski — женщина идущая в Ченстохову
- 1970 — Локис / Lokis. Rękopis profesora Wittembacha — Жданова
- 1970 — Березняк / Brzezina — Катажина
- 1970 — Легенда / Legenda — Ставицкая
- 1971 — Кудесник за рулем / Motodrama — работница почты
- 1974 — Весна, пан сержант! / Wiosna panie sierżancie — Михникова, мать «Щегла»
- 1974 — Земля обетованная / Ziemia obiecana — фрау Мюллер
- 1974 — Повышение / Awans — мать Мальвины
- 1975 — Ночи и дни / Noce i dnie — Климецкая
- 1975 — Украденная коллекция / Skradziona kolekcja — медсестра

## Признание
- 1985 — Медаль «40-летие Народной Польши».